# Ole Gunnar Fidjestøl
Ole Gunnar Fidjestøl (Kristiansand, 21 marzo 1960) è un ex saltatore con gli sci norvegese, vincitore di varie medaglie olimpiche e iridate.

## Biografia
In Coppa del Mondo esordì il 13 marzo 1983 a Oslo (4°), ottenne il primo podio il 30 dicembre 1983 a Oberstdorf (3°) e la prima vittoria il 23 febbraio 1985 a Harrachov.
In carriera prese parte a due edizioni dei Giochi olimpici invernali, Sarajevo 1984 (31° nel trampolino lungo) e Calgary 1988 (22° nel trampolino normale, 3° nella gara a squadre), a tre dei Campionati mondiali, vincendo due medaglie, e a tre dei Mondiali di volo, vincendo una medaglia.

## Palmarès

### Olimpiadi
- 1 medaglia:
  - 1 bronzo (gara a squadre a Calgary 1988)

### Mondiali
- 2 medaglie:
  - 2 argenti (gara a squadre a Oberstdorf 1987; gara a squadre a Lahti 1989)

### Mondiali di volo
- 1 medaglia:
  - 1 oro (individuale a Oberstdorf 1988)

### Coppa del Mondo
- Miglior piazzamento in classifica generale: 4º nel 1989
- 11 podi (tutti individuali):
  - 4 vittorie
  - 4 secondi posti
  - 3 terzi posti

#### Coppa del Mondo - vittorie
| Data             | Località  | Nazione        | Trampolino     |
| ---------------- | --------- | -------------- | -------------- |
| 23 febbraio 1985 | Harrachov | Cecoslovacchia | Čerťák K180    |
| 15 marzo 1987    | Planica   | Jugoslavia     | Letalnica K185 |
| 21 gennaio 1989  | Oberhof   | Germania Est   | Rennsteig K90  |
| 19 marzo 1989    | Harrachov | Cecoslovacchia | Čerťák K180    |

#### Torneo dei quattro trampolini
- 2 podi di tappa[1]:
  - 2 terzi posti